# 1222

## Събития
- Основан е Падуанският университет, Италия.
- Велс получава статут на град.

## Родени
- 28 март – Херман II, ландграф на Тюрингия († 1241 г.)

## Починали
- 1 февруари – Алексий I Велики Комнин, първият император на Трапезундската империя (* 1182 г.)